# Jónás Anna
Jónás Anna (Görömböly, 1926. november 30. – Budapest, 1993. március 1.), agrárközgazdász, egyetemi tanár.

## Szakmai életútja
Középiskoláit Miskolcon végezte. 1945-ben érettségizett. A József Nádor Műszaki és Gazdaságtudományi Egyetemen matematika–fizika–számvitel szakon tanult (1945–1948), az átszervezés után a Magyar Közgazdaság-tudományi Egyetem agrár szakán közgazdász oklevelet szerzett 1950-en. A közgazdaság-tudományok kandidátusa fokozatot 1979-ben szerezte meg. Öthónapos központi pártiskolát végzett 1953-ban. A Magyar Közgazdaság-tudományi Egyetem, majd az MKKE Agrárgazdaságtan Tanszéke tanársegéde (1950–1953), az MKKE párt bizottságának (PB) függetlenített agit.-prop. titkára 1953-ban, a budapesti IX. kerületi pártbizottság politikai munkatársa (1953–1954). A Közgazdasági Szemle 1954. őszi újra indulása óta 35 éven át volt megszakítás nélkül a lap rovatvezetője volt. Feladata a mezőgazdasági témájú, majd ezek mellett a tervezési és gazdaságmatematikai módszerekkel foglalkozó cikkek gondozása volt. 1954-1988 között rendszeresen publikált recenziókat és MTA doktori védésekről ismertetéseket a Tudományos Tájékoztató rovatban.
Az Országos Tervhivatal (OT) Tervgazdasági Intézete (TGI) tudományos munkatársa (1967–1976), tudományos osztályvezetője (1976–1981). Algériában FAO-szakértő (1983).
A népgazdasági tervezés általános elméleti és módszertani kérdéseivel, a tervezési és statisztikai elszámolási rendszer problémáival, a hatékonyság és gazdaságosság elméleti módszertani kérdéseivel, a matematikai módszereknek a tervezésben, ill. a közgazdasági elemzésekben való alkalmazásával foglalkozott. Írásai Vági Ferencné és Váginé Jónás Anna néven is megjelentek.
1989-ben nyugdíjba vonult.

## Legfontosabb publikációi
- Programozási eredmények az élelmiszer-gazdaság tervezésében. Vágó Józseffel. (Közgazdasági Szemle, 1971. március)[1]

- Programozási eljárások alkalmazása a mezőgazdasági tervezésben. (A mezőgazdaság tervezési rendszere. Egyetemi tankönyv. Szerkesztette Varga László. Bp., 1971. 2. átdolgozott és bővített kiadás 1975

- Tervszondázás. Dániel Zsuzsával, Kornai Jánossal, Martos Bélával. (Közgazdasági Szemle, 1972. szeptember)[2]

- Népgazdasági tervezés és programozás. Szerkesztő Ganczer Sándorral. (Az OT TGI kiadványa. Bp., 1974)

- A népgazdasági hatékonyság méréséről. Sivák Józseffel. (Közgazdasági Szemle, 1974. szeptember) [3]

- A hatékonyság szerepe a tervezésben. Sivák Józseffel. (Bp., 1976)

- A mezőgazdasági tervezés új módszerei. Kandidátusi értekezés (Bp., 1978)

- A magyar élelmiszer-termelés szimulációs modellje. Csáki Csabával, Mészáros Sándorral. (Bp., 1978)

- Fejlődési pályák vizsgálata az élelmiszer-gazdaságban. Csáki Csabával, Mészáros Sándorral. (Közgazdasági Szemle, 1979. április)[4]

- Új módszerek a mezőgazdaság tervezésében. Monográfia. (A nagyüzemi gazdálkodás kérdései. Bp., 1981)

- Megjegyzések a mezőgazdasági üzemek hatékonyságának megítéléséhez. (Közgazdasági Szemle, 1981) (Közgazdasági Szemle, 1981. június)[5]

- Az állami gazdaságok csoportosítása. (Közgazdasági Szemle, 1981. június)[6]

- Az Európai Közgazdászok V. Kongresszusának tanulságai. Balatonszéplak, 1987. aug. 31.–szept. 4. Előadások. Szerk. Forgács Csabával. (Az Agroinform kiadványa. Bp., 1988)

- Váltás az agrártermelés technológiájában. (Közgazdasági Szemle, 1989. november)[7]

- Mezőgazdasági statisztikák elemzése számítógépes módszerekkel. (X. Magyar Operációkutatási Konferencia. 1980. szept. 9–11. Előadások. Szerk. Meszéna György. Debrecen, 1990).

## ÁBTL iratok
Jelentés 1957. április 2. Tárgy Vági Ferencről. „Szabó István” jelenti. Vági Ferenc elmondta, hogy Vági Ferenc felesége Jónás Anna a Nagy Imre tanszékén dolgozott és maga is jól ismerte. Ennek alapján azt mondja, hogy a Nagy Imrére vonatkozó MSZMP határozatok hazugságok. Nagy Imre nem hatalomvágyó, hiú ember, hanem „jó magyar ember”.  [] Rendszeresen kapcsolatban van Nyilas Józseffel, Szabó Kálmánnal, Máriás Antallal, Rácz Lajossal, László Imrével.